# Лапат
Лапат је насељено мјесто у саставу општине Плашки, у сјеверној Лици, Карловачка жупанија, Република Хрватска.

## Географија
Лапат је удаљен око 3 км југоисточно од Плашког.

## Историја
До територијалне реорганизације у Хрватској налазио се у саставу бивше велике општине Огулин. Лапат се од распада Југославије до августа 1995. године налазио у Републици Српској Крајини.

## Становништво
Насеље је према попису становништва из 2011. године имало 215 становника.

### Број становника по пописима
| Националност   | 2001. | 1991. | 1981. | 1971. | 1961. | 1953. | 1948. | 1931. | 1921. | 1910. | 1900. | 1890. | 1880. | 1869. | 1857. |
| бр. становника | 201   | 358   | 315   | 350   | 284   | 308   | 190   | 423   | 328   | 362   | 384   | 328   | 303   | 301   | 277   |

### Национални састав
| Националност       | 2001.        | 1991.        | 1981.        | 1971.        | 1961.        |
| Хрвати             | 111 (55,22%) | 3 (0,83%)    | 1 (0,31%)    | 2 (0,57%)    | 2 (0,70%)    |
| Срби               | 88 (43,78%)  | 350 (97,76%) | 277 (87,93%) | 327 (93,42%) | 279 (98,23%) |
| Југословени        | —            | 4 (1,11%)    | 36 (11,42%)  | 12 (3,42%)   | 2 (0,70%)    |
| остали и непознато | 2 (0,99%)    | 1 (0,27%)    | 1 (0,31%)    | 9 (2,57%)    | 1 (0,35%)    |
| Укупно             | 201          | 358          | 315          | 350          | 284          |

## Попис 1991.
На попису становништва 1991. године, насељено место Лапат је имало 358 становника, следећег националног састава:
| Попис 1991.‍ | Попис 1991.‍ | Попис 1991.‍ | Попис 1991.‍ | Попис 1991.‍ |
| ----------- | ----------- | ----------- | ----------- | ----------- |
|             |             |             |             |             |
| Срби        | Срби        |             | 350         | 97,76%      |
| Југословени | Југословени |             | 4           | 1,11%       |
| Хрвати      | Хрвати      |             | 3           | 0,83%       |
| Македонци   | Македонци   |             | 1           | 0,27%       |
| укупно: 358 |             |             |             |             |

## Познате личности
- Душан Трбојевић